# A-PBITMO
A-PBITMOは、デザイナードラッグとして販売されている合成のカンナビノイド受容体のアゴニストで、2023年7月にドイツで初めて報告され、後にロシアでも確認された。1,3-ジヒドロベンゾイミダゾール-2-チオンをコア構造に持ち、以前のカンナビノイド系デザイナードラッグには見られなかった珍しいものである。